# Hrobky v Sanhedrinu

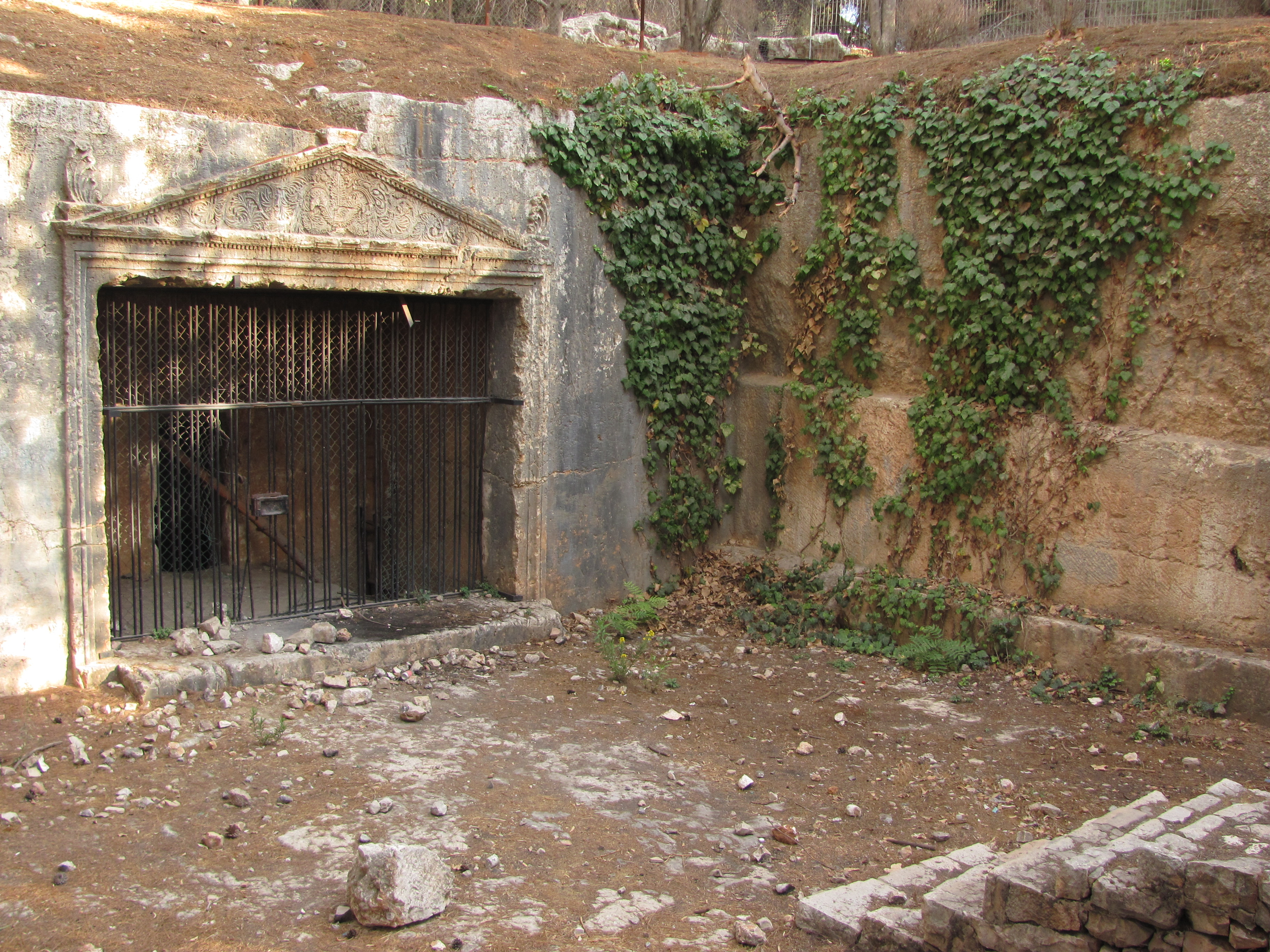

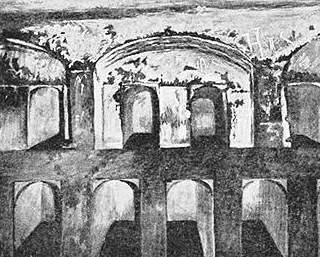

Hrobky v Sanhedrinu také Hrobky soudců je podzemní komplex 63 skalních hrobek, umístěných ve veřejném parku ve čtvrti Sanhedrija v severní části Jeruzaléma. Byly postaveny v 1. století. Jsou známé pro jejich propracovaný design a symetrie. Jedná se o poutní židovské místo.